# Le Fay-Saint-Quentin
Le Fay-Saint-Quentin és un municipi francès del departament de l'Oise als Alts de França.

## Geografia

### Situació geogràfica i comunicacions
Le Fay-Saint-Quentin està a 12,2 kilòmetres a l'oest de Beauvais, la capital del districte.
Les carreteres més properes al municipi de Le Fai-Saint-Quentin són la N31 (E46) i la D938. L'autopista més propera és la A16.

### Municipis propers
- Rémérangles, a 3 km.
- Fouguerolles, a 4,7 km.
- Haudivillers, a 4,9 km.
- Bresles, a 5,2 km.
- Valennes, a 7,7 km.
- Lafraye, a 7,8 km.
- Laversines, a 8,3 km.
- Le Plessier-sur-Bulles, a 8,9 km.
- Nivillers, a 9 km.
- La rue-Saint-Pierre, a 9,4 km.

## Història
Els frares de Saint-Quentin eren senyors de la vila, on fundaren un priorat.

## Economia
- Ramaderia Bovina i Ovina i aviram.

## Demografia
Evolució demogràfica (font: Insee)
- 1962 - 423 h
- 1975 - 403 h
- 1982 - 348 h
- 1990 - 407 h
- 1999 - 475 h.

## Patrimoni i turisme

### Arquitectura civil
- Una granja amb un bell portal doble.

### Arquitectura religiosa
- Església del segle xi, reformada al segle xii i al segle xvi. Hi ha una verge amb l'infant del segle xiv.

### Vida local
- Festa patronal i comunal: últim diumenge de maig.